# Обратна тяга
 Тази статия е за явлението.  За филма от 1991 година вижте Обратна тяга (филм).  
Обратна тяга е явление, при което огънят, поради недостиг на кислород, затихва. След като на мястото попадне свеж въздух обаче, например при отворена врата или прозорец в помещение, започва бързо разгаряне и разпространяване на огъня.
Опасност за обратна тяга може да се открие чрез цвета на дима (жълт или кафяв), който сигнализира за непълно изгаряне. Започва отделянето на отровни газове, вследствие на настъпилото непълно горене.
Пожарникарите предотвратяват обратна тяга, като използват специална вентилация, която позволява на пламъците и дима да се разсеят.